# Brekinska
Brekinska is een plaats in de gemeente Lipik in de Kroatische provincie Požega-Slavonië. De plaats telt 156 inwoners (2001).